# Jacques Mancier
Jacques Joseph Meiss dit Jacques Mancier, né le 27 janvier 1913 à Nice et mort le 29 avril 2001 à Paris 13e, est un comédien et présentateur de télévision français. Il est également connu pour son activité liée à la philatélie, en duo avec son épouse Jacqueline Caurat.

## Biographie

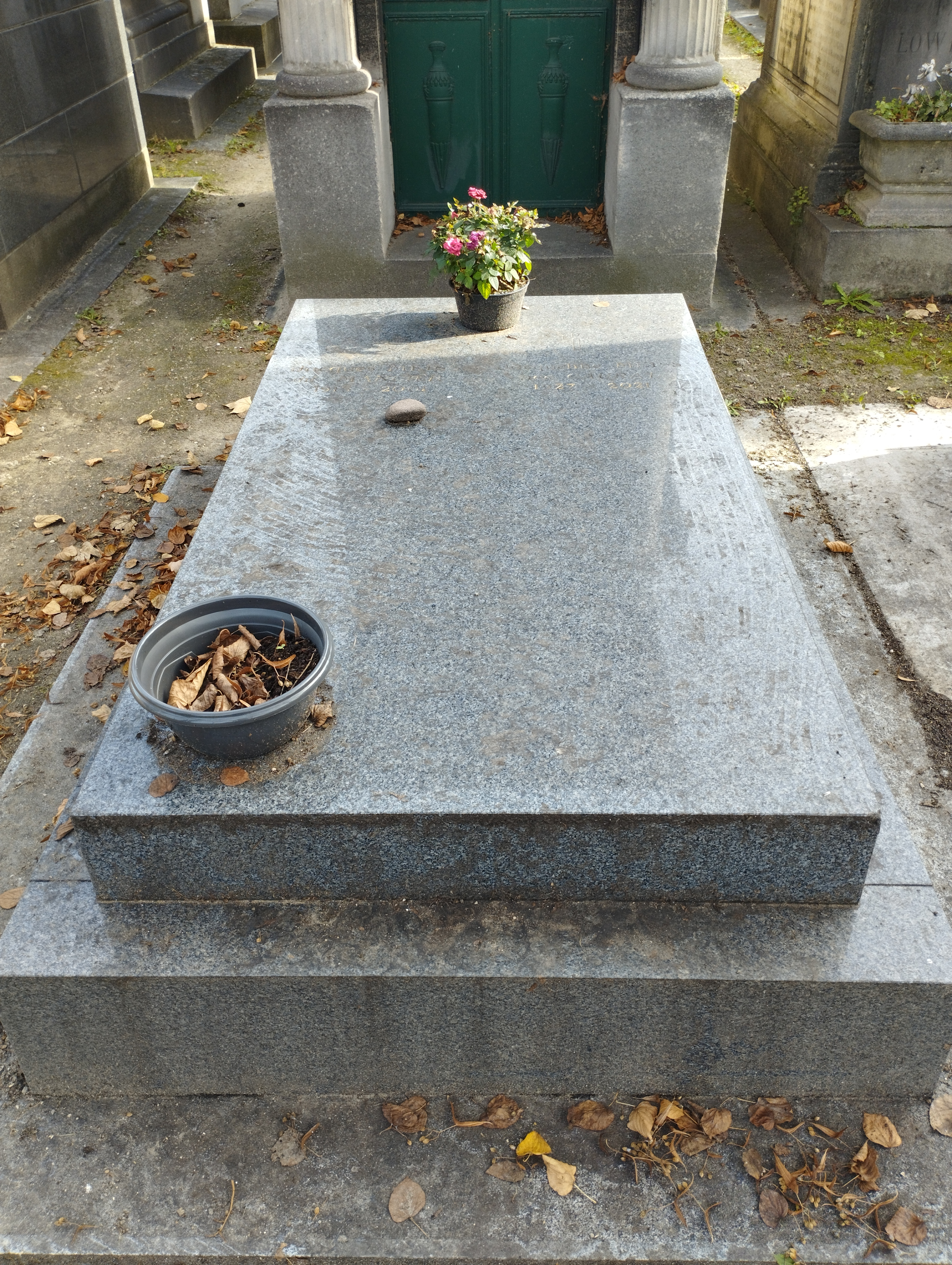
Tombe de Jacques Mancier et Jacqueline Caurat au cimetière du Montparnasse (division 30).

Il est le fils de Albert Abraham Samson Meiss et d'Angélina Léa Edith Tucker.
Il est inhumé au cimetière du Montparnasse, en bordure de la 30e division. Son épouse, la speakerine Jacqueline Caurat, le rejoindra dans la même tombe à sa mort survenue en mai 2021.

## Filmographie

### Cinéma
- 1955 : La Madelon : un commandant
- 1955 : Si Paris nous était conté : M. de Villette
- 1956 : Le Couturier de ces dames : le commissaire
- 1956 : Les Truands : le commissaire
- 1957 : Action immédiate : l'ingénieur
- 1957 : Les Aventures d'Arsène Lupin : un homme chez le coiffeur
- 1957 : Sénéchal le magnifique : M. Bardin, le responsable de la tournée théâtrale
- 1957 : Nathalie : un inspecteur
- 1957 : Ce joli monde : le comte de Valmendois
- 1957 : Mademoiselle et son gang : le directeur du journal Détective
- 1958 : Le Miroir à deux faces : commissaire
- 1959 : Un témoin dans la ville
- 1959 : La Tête contre les murs : l'homme au fusil
- 1960 : Terrain vague : le père de Babar
- 1960 : Bouche cousue : l'inspecteur Dubois
- 1962 : Arsène Lupin contre Arsène Lupin : le gouverneur
- 1963 : La Porteuse de pain
- 1966 : Trois Enfants dans le désordre : Maître Vertex

### Télévision
- 1954 : Une enquête de l'inspecteur Grégoire : épisode Meurtre inutile de Lazare Iglésis
- 1956 : En votre âme et conscience, épisode : Le Serrurier de Sannois de  Claude Barma
- 1956 : En votre âme et conscience, épisode L'Affaire de Vaucroze de Jean Prat
- 1960 : Les Cinq Dernières Minutes, épisode Le Dessus des cartes de Claude Loursais : le docteur
- 1961 : Télé-Philatélie, émission télévisée
- 1962 : Les Cinq Dernières Minutes, épisode Le Tzigane et la Dactylo de Pierre Nivollet : le diamantaire
- 1965 : Les Cinq Dernières Minutes, épisode  Bonheur à tout prix  de Claude Loursais : le témoin
- 1966 : En votre âme et conscience, épisode : Le Crime de Sezegnin de  Pierre Nivollet
- 1966 : En votre âme et conscience, épisode : La Carte de visite de  Pierre Nivollet
- 1967 : Au théâtre ce soir : Auguste de Raymond Castans, mise en scène Christian-Gérard, réalisation Pierre Sabbagh, Théâtre Marigny : Royer de l'Ain
- 1967 : En votre âme et conscience, épisode : Le Cas d'Hélène Jegado de  Pierre Nivollet
- 1973 : Les fleurs succombent en Arcadie de Jean Vernier
- 1973 : Le Renard et Les Grenouilles (mini-série de 4 ép.) : Raoul Escueil

## Théâtre
- 1935 : Rouge d'Henri Duvernois, théâtre Saint-Georges : Bob
- 1943 : L'Habit vert de Robert de Flers et Gaston Arman de Caillavet, mise en scène Maurice Jacquelin, La Comédie de Genève : le comte Hubert de Latour-Latour
- 1943 : L'Amant de madame Vidal de Louis Verneuil, mise en scène Maurice Jacquelin, La Comédie de Genève : Ferdinand de Brézolles
- 1943 : Pile ou face de Louis Verneuil, mise en scène Maurice Jacquelin, La Comédie de Genève : Delabudelière
- 1943 : L'Âne de Buridan de Robert de Flers et Gaston Arman de Caillavet, La Comédie de Genève : Georges Boullains
- 1944 : Rendez-vous romantique et Carmosine d'Alfred Penay et Charlie Gerval d'après Alfred de Musset (Carmosine), Cour du Collège de Genève : Alphonse de Lamartine
- 1944 : Le Revizor d'après Nicolas Gogol, mise en scène Maurice Jacquelin, La Comédie de Genève : Bobchinski
- 1944 :  Électre de Jean Giraudoux, mise en scène Maurice Jacquelin, La Comédie de Genève : le jardinier